# Улица Волкова (Ростов-на-Дону)
У́лица Во́лкова — улица в Ворошиловском районе Ростова-на-Дону. Расположена в северном жилом массиве.
Улица Волкова начинается от площади Борко и продолжается по прямой в восточном направлении до берега балки Большая Камышеваха с переходом в улицу Белорусскую в момент перехода имеет ответвление в северном направлении с переходом в бульвар Комарова.

## Название
Названа в честь советского космонавта Владислава Волкова. Как и ближайшие улицы получившие названия в честь космонавтов корабля «Союз-11».